# Lenny Breau
Leonard Harold Breau (Auburn, Maine, 5 de agosto de 1941 - Los Angeles, 12 de agosto de 1984), mais conhecido como Lenny Breau, foi um violonista, guitarrista, músico de estúdio, professor de música, e escritor estadunidense radicado no Canadá.
Sua música combinava vários muitos estilos musicais, incluindo jazz, country, música clássica e flamenco. Inspirado por guitarristas country como Chet Atkins, Breau usou técnicas de estilo fingerstyle raramente usadas na guitarra jazz. Sua habilidade de tocar acordes por trás de uma linha de melodia dedilhada fazia parecer que dois guitarristas estavam tocando simultaneamente. Assim, ele usava o seu violão de sete cordas a maneira como um pianista toca um piano (ele usava dedos ou pares de dedos em sua mão direita de forma independente para equilibrar baixo, melodia e acordes, tocando assim várias vozes simultaneamente), abrindo novas possibilidades para o instrumento, e inspirando músicos como Steve Vai, Pat Metheny, George Benson, e outros.
Como músico de apoio, ele se apresentou com artistas como Anne Murray (em seu álbum de 1973, "Danny's Song"), Beverly Glenn-Copeland e Peter Appleyard. Além disso, liderou vários trios de guitarra/baixo/bateria. Breau também ministrou aulas magistrais para guitarristas aspirantes.
Na década de 1980, ele tinha uma coluna própria na revista Guitar Player Magazine, onde comentava sobre música em geral.
Em 1997 ele foi incluído no Hall da Fama da Música Canadense.

## Biografia
Breau nasceu em 5 de agosto de 1941, em Auburn , Maine, e mudou-se com sua família para Moncton , New Brunswick em 1948. Seus pais francófonos, Harold Breau e Betty Cody, eram músicos country e ocidentais profissionais que tocavam e gravavam de meados da década de 1930 até meados da década de 1970. De meados ao final da década de 1940, eles fizeram shows de verão no sul de New Brunswick, anunciando suas apresentações tocando programas gratuitos na estação de rádio CKCW Moncton. Lenny começou a tocar violão aos oito anos. Aos doze anos, ele começou uma pequena banda com amigos e, aos quatorze, era o guitarrista principal da banda de seus pais, conhecida como "Lone Pine Junior", tocando instrumentais de Merle Travis e Chet Atkins e ocasionalmente cantando.. Ele fez suas primeiras gravações profissionais em Westbrook , Maine na Event Records com Al Hawkes aos 15 anos enquanto trabalhava como músico de estúdio Muitas dessas gravações foram lançadas postumamente no álbum Boy Wonder.
A família Breau mudou-se para Winnipeg, Manitoba, em 1957, e sua nova banda se apresentou pela cidade e província como CKY Caravan. Seus programas foram transmitidos ao vivo pelo rádio CKY de Winnipeg nas manhãs de sábado, de locais remotos.

## Carreira
Por volta de 1959, Breau deixou a banda country de seus pais depois que seu pai lhe deu um tapa na cara por incorporar a improvisação de jazz em sua forma de tocar com o grupo. Ele procurou músicos de jazz locais, apresentando-se nos locais Rando Manor e Stage Door de Winnipeg. Ele conheceu o pianista Bob Erlendson, que começou a lhe ensinar mais os fundamentos do jazz.
Em 1962, Breau se apresentou brevemente no grupo de jazz Three, de Toronto , com o cantor e ator Don Francks, e Eon Henstridge no baixo acústico.. O grupo Three se apresentaram em Toronto, Ottawa e Nova York. Sua música foi apresentada no documentário do National Film Board de 1962, Toronto Jazz . Eles gravaram um álbum ao vivo no Village Vanguard em Nova York e apareceram nos programas de televisão de Jackie Gleason e Joey Bishop
Retornando a Winnipeg alguns meses depois, Breau tornou-se guitarrista de estúdio, gravando para a CBC Radio e CBC Television, e contribuiu para Teenbeat da CBC-TV, Music Hop e seu próprio "The Lenny Breau Show" filmado em Winnipeg. Em 1963 e 1964, Breau apareceu no Fourth Dimension de David Ingram na 2000 Pembina Highway em Fort Garry, um subúrbio de Winnipeg. Todo domingo à noite era uma festa aberta a todos. Outros frequentadores regulares do clube nas noites de domingo incluíam Neil Young e sua banda The Squires, e Randy Bachman, que foi fortemente influenciado por Breau, particularmente evidente no estilo de guitarra jazz de seu hit "Undun" do The Guess Who.
Em 1967, gravações da atuação de Breau no The Lenny Breau Show chegaram a Chet Atkins. A amizade que se seguiu resultou nos dois primeiros álbuns solo maduros de Breau, Guitar Sounds de Lenny Breau e The Velvet Touch of Lenny Breau – Live! na RCA , acompanhado pelos colegas Winnipeggers Ron Halldorson e Reg Kelln. Breau não gravou novamente por quase 10 anos, embora tenha continuado a fazer sessões de trabalho em Winnipeg.
Breau deixou Winnipeg em 1976 e passou os últimos anos de sua vida nos Estados Unidos, morando em Maine, Nashville, Stockton , Califórnia e Nova York, eventualmente se estabelecendo em Los Angeles em 1983. Esses anos ele passou se apresentando, ensinando e escrevendo para a revista Guitar Player. Mais alguns álbuns solo foram lançados durante sua vida, além de álbuns gravados com o violinista Buddy Spicher e o guitarrista de pedal steel Buddy Emmons.

### Morte
Breau teve problemas com drogas a partir da década de 1960, que conseguiu controlar nos últimos anos de sua vida. Em 12 de agosto de 1984, seu corpo foi encontrado em uma piscina de seu complexo de apartamentos em Los Angeles, Califórnia. O legista relatou que Breau havia sido estrangulado. A esposa de Breau, Jewel, era a principal suspeita, mas não foi acusada. Ele está enterrado em uma cova sem identificação no Cemitério Forest Lawn Memorial Park.

### Homenagens póstumas
Muitas gravações ao vivo e "perdidas" foram lançadas desde a morte de Breau, e a maioria de seus álbuns lançados anteriormente também foram relançados. Devido aos esforços de Randy Bachman da Guitarchives, Paul Kohler da Art of Life Records, Tim Tamashiro da CBC Radio e outros, uma nova geração de ouvintes tem acesso à sua música.
Um documentário intitulado "The Genius of Lenny Breau" foi produzido em 1999 pela filha de Breau, Emily Hughes. Este filme vencedor do Gemini Award inclui entrevistas com Chet Atkins, Ted Greene, Pat Metheny, George Benson, Leonard Cohen e Randy Bachman, bem como membros da família. George Benson disse: "Ele me deslumbrou com seu extraordinário jeito de tocar guitarra... Gostaria que o mundo tivesse a oportunidade de experimentar seu talento artístico".
A biografia "One Long Tune: The Life and Music of Lenny Breau" de Ron Forbes-Roberts foi publicada em 2006 contendo entrevistas com quase 200 pessoas e uma discografia abrangente.
A Rádio CBC apresentou um documentário sobre Lenny Breau intitulado "On the Trail of Lenny Breau" (o título é uma referência à canção dos pais de Breau "On the Trail of the Lonesome Pine"). Foi transmitido pela primeira vez em 13 de setembro de 2009, como parte de um programa semanal regular chamado Inside the Music . Foi narrado pelo filho de Breau, Chet. O longa de uma hora foi produzido em Montreal por John Klepko.

## Técnicas e Guitarras
A técnica totalmente amadurecida de Breau foi uma combinação da dedilhação de Chet Atkins e Merle Travis com o flamenco, influenciado por Sabicas, destacado pela independência da mão direita e rajadas de harmônicos artificiais. Suas sensibilidades harmônicas eram uma combinação de suas raízes country, música clássica, música modal, indiana e jazz, particularmente o trabalho do pianista Bill Evans. Breau frequentemente adaptava composições de Evans, como "Funny Man", para guitarra. Breau disse em relação a isso: "Eu abordo o violão como um piano. Cheguei a um ponto em que transcendo o instrumento. Muitas das coisas que toco no violão de sete cordas são consideradas tecnicamente impossíveis, mas eu passei mais de vinte anos descobrindo isso. Toco violão como um piano, sempre tem duas coisas acontecendo ao mesmo tempo. Estou pensando na melodia, mas também estou pensando no fundo. Toco o acompanhamento nas cordas graves".
Ele mandou fazer dois violões de sete cordas personalizados, um clássico e um elétrico. Na época, nenhuma empresa fabricava uma corda que pudesse ser afinada no lá agudo de seu violão clássico. Breau usou linha de pesca do calibre correto. até que a empresa La Bella começou a fazer uma corda para ele. A guitarra elétrica foi feita por Kirk Sand, também com a primeira corda sendo um lá agudo

## Discografia
- The Velvet Touch of Lenny Breau – Live! (RCA Victor, 1969)
- Guitar Sounds from Lenny Breau (RCA Victor, 1969)
- Minors Aloud, Buddy Emmons with Lenny Breau (Flying Fish, 1978)
- Five O'Clock Bells (Adelphi, 1979)
- Lenny Breau (Direct Disk Labs, 1979)
- The Legendary Lenny Breau... Now! (Sound Hole, 1979)
- Standard Brands with Chet Atkins (RCA Victor, 1981)
- Mo' Breau (Adelphi, 1981)
- When Lightn' Strikes (Tudor, 1982)
- Legacy with David Young (Relaxed Rabbit, 1984)
- Quietude with Dave Young (Electric Muse, 1985)
- The Living Room Tapes, Vol. 1 with Brad Terry (Livingroom, 1986)
- Last Sessions (Adelphi, 1988)
- The Living Room Tapes, Vol. 2 with Brad Terry (Musical Heritage Society, 1990)
- Live at Bourbon St. with Dave Young (Guitarchives, 1995)
- Chance Meeting, Tal Farlow with Lenny Breau (Guitarchives, 1997)
- Cabin Fever (Guitarchives, 1997)
- Boy Wonder (Guitarchives, 1998)
- Live at Donte's (String Jazz, 2000)
- Pickin' Cotten with Richard Cotten (Guitarchives, 2001)
- The Hallmark Sessions (Art of Life, 2003)
- The Complete Living Room Tapes with Brad Terry (Art of Life, 2003)
- At the Purple Onion with Don Francks and Eon Henstridge (Art of Life, 2004)
- Mosaic (Guitarchives, 2006)
- LA Bootleg 1984 (Linus Entertainment, 2014)